# Micrurus sangilensis
Espèce
Synonymes
- Micrurus ecuadorianus sangilensis Nicéforo María 1942

Micrurus sangilensis est une espèce de serpents de la famille des Elapidae. 

## Répartition
Cette espèce est endémique de Colombie. Elle se rencontre dans les départements de Santander et de Cundinamarca.

## Étymologie
Son nom d'espèce, composé de sangil et du suffixe latin -ensis, « qui vit dans, qui habite », lui a été donné en référence au lieu de sa découverte, la ville de San Gil.

## Publication originale
- Nicéforo María, 1942 : Los ofidios de Colombia. Revista de la Academia Colombiana de Ciencias Exactas, Físicas y Naturales, vol. 5, p. 84-101.